# Tom Tykwer
Tom Tykwer nasceu em Wuppertal, na Alemanha, em 1965. Fez seu primeiro filme em super-8 aos 11 anos.

## Filmografia
- 2016 - Negócio das Arábias
- 2012 - Cloud Atlas
- 2006 - Perfume: The story of a murderer
- 2006 - Paris, je t'aime
- 2004 - True (curta-metragem)
- 2002 - Paraíso
- 2000 - A Princesa e o Guerreiro
- 1998 - Corra Lola, Corra
- 1997 - Winterschläfer
- 1993 - Die tödliche Maria
- 1992 - Epilog (curta-metragem)
- 1990 - Because (filme) (curta-metragem)

## Prémios e nomeações
- Recebeu uma nomeação ao BAFTA de Melhor Filme Estrangeiro, por "Lola rennt" (1998).
- Ganhou o Independent Spirit Awards de Melhor Filme Estrangeiro, por "Lola rennt" (1998).
- Recebeu uma nomeação ao Grande Prémio Cinema Brasil de Melhor Filme Estrangeiro, por "Lola rennt" (1998).
- Ganhou o Prémio de Melhor Filme - Voto Popular no Sundance Film Festival, por "Lola rennt" (1998).